# Histon deacetyltransferase
Histon deacetyltransferase (forkortet HDAC) (EC-nummer 3.5.1) er en gruppe enzymer, som fjerner ε-N-acetyl-grupper fra lysinrester i histonerne og en række andre proteiner. Reaktionen, som udføreres af HDAC enzymerne, er modsat af histon acetyltransferaserne.
| Molekylærbiologi | Spire Denne molekylærbiologiartikel er en spire som bør udbygges. Du er velkommen til at hjælpe Wikipedia ved at udvide den. |